# John George Adami

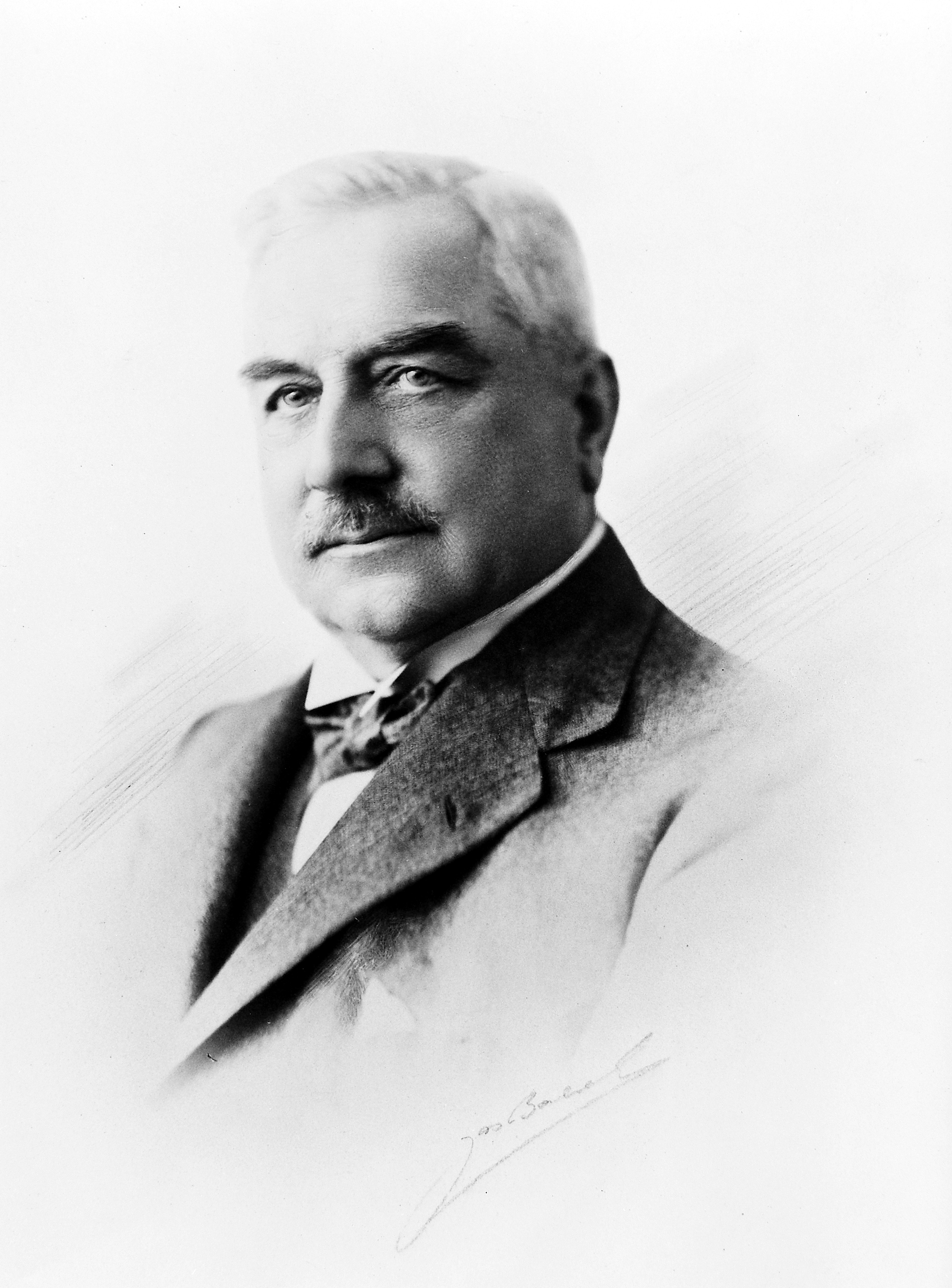
John George Adami

John George Adami (* 12. Januar 1862 in Manchester; † 29. August 1926 in Liverpool) war ein englischer Pathologe.

## Leben
Adami, Sohn des gleichnamigen John George Adami und Sarah Ann Ellis Leech, besuchte die Schule in Manchester und das Owens College, welches später zur Victoria University of Manchester wurde. 1880 nahm er das Studium am Christ’s College der Universität Cambridge auf. 1884 folgten Studienaufenthalte bei Émile Roux in Paris und Rudolf Peter Heinrich Heidenhain in Breslau. Nach seiner Rückkehr nach England war er bei seinem Onkel Daniel John Leech an der Manchester Royal Infirmary klinisch tätig. 1888 wurde Adami Demonstrator für Pathologie in Cambridge bei Charles Smart Roy und Michael Foster. Im selben Jahr erhielt er den Master of Arts der Universität, 1899 den Bachelor of Medicine und 1892 den Grad eines Medical Doctor. Neben seiner Forschungstätigkeit in Biologie, Pathologie, Bakteriologie und Physiologie im Cambridge war er zwischenzeitlich auch am Institut Pasteur in Paris tätig.
1892 wurde J. George Adami Inhaber der Strathcona-Professur für Pathologie und Bakteriologie der McGill University in Montreal. Er richtete an der Universität Laboratorien für Pathologie ein und widmete sich der öffentlichen Gesundheitsvorsorge. Von 1909 bis 1912 war er Präsident der Canadian Association for the Prevention of Tuberculosis. Im Rang eines Colonels war er während des Ersten Weltkrieges in London im Sanitätsdienst tätig. 1917 hielt er die Croonian Lecture vor dem Royal College of Physicians. Für seine Verdienste während des Krieges wurde er 1919 als Commander des Order of the British Empire (CBE) ausgezeichnet. Im selben Jahr wurde er zum Vize-Kanzler der University of Liverpool gewählt. Adami war Fellow der Royal Society, der Royal Society of Edinburgh, des Royal College of Surgeons und des Royal College of Physicians. Er verfasste zahlreiche, vornehmlich pathologische, Schriften, darunter drei Lehrbücher.
Er war in erster Ehe mit Mary Stuart Cantile verheiratet. Aus dieser Ehe gingen drei Kinder hervor, von denen eine Tochter und ein Sohn das Erwachsenenalter erreichten. In zweiter Ehe war er mit Marie Wilkinson verheiratet.

## Schriften
- Inflammation. An introduction to the study of pathology. London 1907; 2. Aufl. 1909. (Digitalisat)
- The Principles of Pathology. 2 Bände Lea & Fibiger, Philadelphia und New York 1908–1909. Band 2 zusammen mit Albert George Nicholls.  (Digitalisat des 1. Bandes, Digitalisat des 2. Bandes), 2. Auflage 1910–1911.
- mit John McCrae: A Textbook of Pathology. Lea & Filbiger, Philadelphia und New York, 1912; 2. Aufl. 1914. (Digitalisat)
- Medical contributions to the study of evolution. Macmillan, New York 1918. (Digitalisat)